# Detlef Bückmann
Detlef Bückmann (* 4. November 1927 auf Helgoland; † 21. Januar 2024) war ein deutscher Zoologe, Forscher und Hochschullehrer. Bis zu seiner Emeritierung 1996 forschte und lehrte er an der Universität Ulm, deren Rektor er von 1979 bis 1983 war.

## Leben
Bückmanns Vater war der Biologe Adolf Bückmann, der spätere Leiter der Biologischen Anstalt Helgoland (BAH). Bückmann besuchte bis 1943 das Ludwig-Meyn-Gymnasium in Uetersen, Kreis Pinneberg. Im Zweiten Weltkrieg war er Luftwaffenhelfer sowie beim Reichsarbeits- und Wehrdienst. Nach der Kriegsgefangenschaft konnte er seine schulische Ausbildung fortsetzen. 1947 legte er sein Abitur am Gymnasium Blankenese ab.
Bückmann studierte anschließend Biologie an der Johannes Gutenberg-Universität Mainz. Er schloss das Studium 1952 mit der Promotion ab und war bis 1958 wissenschaftlicher Mitarbeiter an der Mainzer Universität. Er habilitierte sich 1957 und wechselte 1958 als Oberassistent an die Georg-August-Universität Göttingen. Er wurde dort 1963 zum außerplanmäßigen Professor ernannt. Im Jahr 1965 folgte er einem Ruf als Ordinarius an die Justus-Liebig-Universität Gießen (Lehrstuhl für Zoologie). Er war dort Direktor des Zoophysiologischen Institutes und 1968/69 Dekan der Fakultät für Naturwissenschaften. 1969 wechselte er an die neugegründete Universität Ulm (Lehrstuhl für Biologie). Dort war er Leiter der Abteilung Allgemeine Zoologie und 1978/79 Vorsitzender des satzungsgebenden Senats, von 1973 bis 1975 Dekan der Fakultät für Naturwissenschaften und von 1979 bis 1983 Rektor der Universität.
Bückmann war von 1975 bis 1976 Vizepräsident der Deutschen Zoologischen Gesellschaft und von 1996 bis 1998 des Verbandes Deutscher Biologen. Er ist Träger des Promotionspreises der Universität Mainz von 1952 und des Wissenschaftspreises der Stadt Ulm von 1972. Er war Träger des Bundesverdienstkreuzes am Bande. 1996 wurde er emeritiert, blieb der Universität Ulm jedoch weiterhin eng verbunden. Im Rahmen des Festaktes zum 50. Jahrestag der Universität wurde ihm am 21. Juli 2017 die Ehrenbürgerwürde der Universität Ulm verliehen.

## Forschung
Seine Hauptarbeitsgebiete waren die Entwicklung und Physiologie von Arthropoden, insbesondere:
- Entwicklung des Insektenfarbkleides, hormonale und sinnesphysiologische Steuerung des morphologischen Farbwechsels,
- Schweresinn der Insekten,
- Biologie und Physiologie der Pantopoden,
- Stammesgeschichte der Hormonsysteme.

Kennzeichen der Arbeiten Bückmanns ist die Auswahl spezieller geeigneter Untersuchungsobjekte für bestimmte physiologische Fragen. Das Insektenfarbkleid, auf der Einlagerung bestimmter chemisch definierter Farbstoffe beruhend, ermöglicht es, die Wirkung der steuernden Umweltfaktoren und Hormone chemisch exakt zu erfassen. Die Lebensweise eines im Meeressand grabenden Käfers ermöglicht den Nachweis des Schweresinnes und die Messung seiner Leistungsfähigkeit. Die erstmals gelungene Laboraufzucht eines Vertreters der primitiven, kaum erforschten Klasse der Pantopoden gestattete den Nachweis seines Häutungshormons und lieferte damit einen Beitrag zur Verbreitung und Stammesgeschichte der Arthopodenhormone und der Entdeckung seiner Funktion als schützender Fraßhemmer gegenüber Fressfeinden.

## Schriften
- Über den Verlauf und die Auslösung von Verhaltensänderungen und Umfärbungen erwachsener Schmetterlingsraupen. Mainz 1953.
- Die Auslösung der Umfärbung durch das Häutungshormon bei Cerura vinula L. (Lepidoptera Notodontidae). In: J. Insect Physiol. S. 159–189, 1959.
- Das Problem des Schweresinnes bei den Insekten. In: Naturwissenschaften 49, S. 28–33 (1962)
- Entwicklungsphysiologie der Arthropoden, Postembryonale Entwicklung. In: Bauer, H. (Herausg.): Fortschritte der Zoologie Bd. 14, S. 164–234 (1962)
- Morphological Colour Change: Stage independent optically induced Ommochrome Synthesis in Larvae of the Stick Insect Carausius morosus Br. J. Comp. Physiol Bd. 115, S. 185–193 (1977)
- Beiträge. In: Ontogenese und Phylogenese. Erlanger Symposium für Strukturanalyse und Evolutionsforschung, 3. - 6. Oktober 1977. (Hrsg.: R. Siewing), Hamburg / Berlin 1979
- Universität Ulm. Rektoratsübergabe am 24. Oktober 1979, Universität Ulm, Ulm 1982.
- Das Ulmer Konzept - Entwicklung und Bilanz einer Universitätsneugründung. In: Konstanzer Blätter für Hochschulfragen, Bd. 78–80, S. 35–50, Konstanz 1983.
- Wolfgang von Buddenbrock und die Begründung der vergleichenden Physiologie. In: Med. historisches Journal, Bd. 20, S. 120–134, 1983.
- The phylogeny of hormones and hormonal systems. In: Nova acta Leopoldina, NF 56, Nr. 255, S. 437–452, 1985.
- Die Gestaltung des Staates aus verhaltensbiologischer Sicht. In: Studienstiftung Wekersheim (Ed.) Europa und die Nationalstaaten, Verlag Haase und Koehler, Stuttgart 1994
- Hormonale Regulation. In: Gewecke, M. (Ed.): Physiologie der Insekten. Verlag Gustav Fischer, Stuttgart Jena, New York, 1995.
- Hans Piepho - 1909-1993 - and the pioneering period of insect endocrinology. Entomol. Gener. 20, 129–132, 1996.
- Gemeinsam mit E. Wilhelm und K.H. Tomaschko: Growth and reproduction of Pycnogonum litorale (Pycnogonida) under laboratory conditions. In: Marine Biology, Bd. 129 S. 595–600, 1997
- Als Hrsg.: Biologie des Lernens und Verstehens. In: Tagungsband; Statements und Vorträge des Landesbiologentag 2002, Ulm 2002.